# Ampelocissus winkleri
Ampelocissus winkleri là một loài thực vật hai lá mầm trong họ Nho. Loài này được Lauterb. miêu tả khoa học đầu tiên năm 1910.